# Arguments sur l'existence de Dieu
 (mai 2016).
Si vous disposez d'ouvrages ou d'articles de référence ou si vous connaissez des sites web de qualité traitant du thème abordé ici, merci de compléter l'article en donnant les références utiles à sa vérifiabilité et en les liant à la section « Notes et références ».
 (mai 2016).
- Si vous ne connaissez pas le sujet, laissez ce bandeau (vous pouvez alors contacter les auteurs).
- Si vous supprimez le contenu mis en cause (vous pouvez préalablement contacter les auteurs),

argumentez précisément cette suppression dans la page de discussion
(un manque de référence n'est pas un argument ; une recherche réelle de référence doit avoir été effectuée, être formellement documentée).
Les arguments sur l'existence de Dieu, en faveur ou en défaveur de celle-ci, ont été nombreux au cours de l'histoire de la philosophie et de la théologie. Ne pouvant s'appuyer sur des preuves empiriques et reproductibles selon les principes de la démarche scientifique, les plus couramment avancés révèlent essentiellement de la logique et de la philosophie. 
Le Dieu dont il est question ici est ce que l'on nomme parfois le « Dieu des philosophes », à savoir le Dieu des grandes religions du Livre (judaïsme, christianisme, islam), tel qu'il a été conceptualisé par les philosophes. Ses attributs sont d'être le créateur du monde, omniscient, omnipotent et bénévolent. 
Cet article s'efforce de recenser les principaux arguments sur l'existence de Dieu, c'est-à-dire ceux ayant été les plus invoqués et discutés.

## Arguments pour l'existence de Dieu

### Arguments métaphysiques et logiques

#### Argument ontologique
Cet argument a été proposé à de multiples reprises, il peut se formuler sous la forme générale du syllogisme suivant :
1. Dieu est un être parfait.
2. Une perfection qui ne comprendrait pas l'existence ne serait évidemment pas complète.
3. Donc, Dieu est aussi doté de l'existence.

Une version célèbre est celle d'Anselme de Cantorbéry, dans son Proslogion. Son argument est que Dieu est l'être tel que rien ne se peut penser de plus grand, et cela tant dans l'intellect que dans la réalité. Ainsi, selon lui, pensant à l'être le plus grand, nous ne pouvons penser réellement que Dieu n'est pas : la pensée de Dieu implique son existence,. Gaunilon puis Thomas d'Aquin feront des objections à cet argument.
Descartes a proposé une autre version :
« […] je ne puis concevoir Dieu sans existence, il s'ensuit que l'existence est inséparable de lui, et partant qu'il existe véritablement : non pas que ma pensée puisse faire que cela soit de la sorte, et qu'elle impose aux choses aucune nécessité, mais, au contraire, parce que la nécessité de la chose même, à savoir de l'existence de Dieu, détermine ma pensée à le concevoir de cette façon. Car il n'est pas en ma liberté de concevoir un Dieu sans existence (c'est-à-dire un être souverainement parfait sans une souveraine perfection), comme il m'est libre d'imaginer un cheval sans ailes ou avec des ailes. » .
L'argument ontologique a subi de nombreuses réfutations, dont le principe général est que l'existence d'une chose ne peut être prouvée qu'à partir de son observation et non à partir de sa définition. Le premier philosophe à s'efforcer de réfuter cet argument est Gaunilon, qui adresse des objections à Anselme juste après la parution du Proslogion. Après lui, Kant a consacré une longue partie du livre II de la Critique de la raison pure à réfuter l'argument ontologique sur lequel d'après lui deux grands autres arguments pour l'existence de Dieu, la preuve cosmologique et la preuve physico-théologique (appel au dessein), reposent.
Pour Kant, l'existence n'est pas une propriété intrinsèque, on ne peut pas légitimement dire que l'existence appartienne au concept de Dieu : c'est confondre le contenu conceptuel et le prédicat existentiel d'une chose. Ainsi pour Kant, le concept de Dieu demeure le même, qu'il existe ou pas :  ce « concept de Dieu » ne prouve rien, n'indiquant qu'une possibilité,. Afin de l'illustrer, Kant prend l'exemple suivant : « Cent thalers réels ne contiennent rien de plus que cent thalers possibles. Car, comme les thalers possibles expriment le concept et les thalers réels, l'objet et sa position en lui-même, au cas où celui-ci contiendrait plus que celui-là, mon concept n'en serait pas le concept adéquat. Mais je suis plus riche avec cent thalers réels qu'avec leur simple concept (c'est-à-dire avec leur possibilité). »

#### Argument cosmologique ou argument de la cause première
L'argument cosmologique est un type d'argument qui prend appui sur certaines caractéristiques de l'Univers afin de démontrer l'existence d'une cause première, généralement comprise comme étant Dieu. Il est aujourd'hui très discuté par les philosophes analytiques dans la version dite Kalâm réadaptée par William Lane Craig en 1979. Selon le philosophe Quentin Smith, « un décompte des articles dans les journaux de philosophie montre que le nombre de publications portant sur la défense de l'argument du Kalam par Craig dépasse celui de n'importe quelle autre formulation d'un argument en faveur de l'existence de Dieu par un philosophe contemporain. »
L'argument avancé par Craig se résume en deux prémisses amenant à une conclusion :
1. Tout ce qui commence à exister a une cause de son existence ;
2. L'univers a commencé à exister ;
3. Si 1) et 2) sont vrais, alors 3) l'Univers a une cause de son existence.

Pour tenter de démontrer la probabilité des deux premières prémisses, Craig utilise des principes métaphysiques généraux (prémisse 1), des arguments philosophiques (notamment l'impossibilité d'un nombre réellement infini d'événements passés) et scientifiques, dont la théorie du Big Bang (prémisse 2).

##### Histoire et variantes
La première référence à cet argument se trouve chez Platon (Lois, X, 894d-895b), puis il est développé par Aristote dans sa Métaphysique (Λ, 1-6). L'argument cosmologique est repris au Moyen Âge par des philosophes musulmans comme Al-Kindi, puis par saint Thomas d'Aquin et à l'époque des Lumières  par Leibniz et Samuel Clarke.
Cet argument peut se diviser en trois grands groupes : 
1. L'impossibilité d'une série de causes infinie et ordonnée (Thomas d'Aquin) ;
2. Le principe de la raison suffisante (Leibniz et Clarke) ;
3. L'impossibilité d'un Univers sans commencement dans le temps (Kalâm).

Kant en a proposé une réfutation indirecte en se fondant sur l'argument ontologique. D'après lui, après avoir observé la contingence du monde, l'argument cosmologique doit poser l'existence d'un être nécessaire ; il est alors obligé de recourir à l'argument ontologique, qui déduit du concept de Dieu qu'il existe. Or l'argument ontologique est invalide, donc l'argument cosmologique l'est aussi.
Pour Frédéric Guillaud, avec la publication de son livre en 1979 sur l'argument cosmologique du Kalâm, « William Lane Craig a tiré beaucoup de philosophes de leur sommeil dogmatique kantien » et « a déclenché une avalanche d'études et rouvert des champs de réflexion que les philosophes avaient laissé en friche depuis très longtemps ».

###### La variante leibnizienne
La variante proposée par Leibniz, souvent qualifiée d'argument cosmologique « par la contingence » connaît un certain regain de popularité de nos jours. Défendue par des philosophes contemporains comme Alexander Pruss (en) et Joshua Rasmussen, elle se base sur la distinction entre les êtres contingents et nécessaires et postule que puisqu'il existe quelque chose de contingent, il doit exister quelque chose de nécessaire. Contrairement à l'argument cosmologique pour une cause première, elle ne postule pas que l'Univers a un commencement et se veut donc applicable même dans le cas d'un Univers éternel. Van Steenberghen l'établit ainsi :
1. Tout ce qui existe existe ou bien par soi ou bien par autre chose (principe de raison suffisante) ;
2. Quelque chose existe ;
3. Tout ce qui existe ne peut pas exister par autre chose ;
4. Donc quelque chose existe par soi.

Il argumente pour la validité de troisième prémisse comme suit : « La proposition "La totalité de ce qui existe, existe par autre chose", est évidemment contradictoire, puisque ce qui est affirmé comme "totalité" dans le sujet est nié comme "totalité" dans le prédicat, étant donné que l'on pose "autre chose" que la "totalité" ».
Il s'ensuit généralement chez la plupart des auteurs un argumentaire visant à dénier que l'Univers puisse être cet être nécessaire, que donc il faut le chercher hors de l'Univers, et enfin à le rapprocher du concept théiste de Dieu : être personnel, immatériel, intemporel, etc.
Cet argument a été souvent critiqué pour sa première prémisse : certains philosophes niant le principe de raison suffisante avancent l'idée d'un univers qualifié par Russel de « fait brut » lors d'un débat à la BBC, qui n'aurait de raison d'être ni en lui-même ni en autre chose, mais qui simplement serait, pour aucune raison. D'autres philosophes, trouvant que la négation du principe de raison suffisante implique un trop grand scepticisme sur le réel, préfèrent plutôt soutenir qu'il n'est pas démontré que l'univers soit contingent, et qu'ainsi l'argument cosmologique de Leibniz n'est pas probant. C'est le cas par exemple de Hume : « Why may not the material universe be the necessarily existent Being [...] ? ».

### Arguments empiriques

#### Argument téléologique ou l'appel au dessein
L'appel au dessein ou argument téléologique postule qu'il existe des fins dans la nature ce qui implique l'existence d'un principe intelligent, ordonnateur du monde, c'est-à-dire d'un Créateur. C'est l'argument classique de la théologie naturelle connu pour la formulation qu'en a donné William Paley :
« Supposons qu'en marchant dans la lande je tombe sur une pierre et qu'on me demande comment la pierre est arrivée là; je pourrais répondre que, à ma connaissance, elle était là de tout temps; il ne serait peut-être pas facile de montrer non plus l'absurdité de cette réponse. Mais supposez que j'avais trouvé une montre sur le sol, et qu'on me demande comment la montre était arrivée à cet endroit, je ne penserais même pas à ma précédente réponse, qu'à ma connaissance, la montre était là de tout temps. » 
Ceci rappelle le distique de Voltaire :

« L'univers m'embarrasse, et je ne puis songer
Que cette horloge existe et n'ait point d'horloger »

— Voltaire
L'argument téléologique peut se formuler sous la forme du syllogisme suivant :
1. Il existe de l'ordre dans la nature
2. Or la matière ne produit pas spontanément de l'ordre
3. Donc la cause de l'ordre de la nature est intentionnelle

Les exemples de phénomènes finalisés dans la nature, invoqués pour justifier la première prémisse, sont le plus souvent tirés de l'ordre apparent du monde vivant. Plus récemment, le principe anthropique a été utilisé comme justification.
L'argument téléologique est une raison pour laquelle nombre de philosophes des Lumières ont opté pour une position déiste (Voltaire, Rousseau…). Il a été en grande partie affaibli par l'hypothèse de la sélection naturelle qui explique l'organisation du vivant sans recourir à Dieu (invalidation de la seconde prémisse). Les théories du dessein intelligent en sont une résurgence, discréditée dans la communauté scientifique.
Cet argument avait déjà été critiqué par Hume dans les Dialogues sur la religion naturelle . Il montre en effet, en s'appuyant essentiellement sur notre ignorance, qu'il peut y avoir une genèse de l'ordre sans intention démiurgique :
1. Tout d'abord, nous passons inconsidérément de notre ignorance des causes réelles à la certitude d'un dessein divin ; cette dernière certitude reflète donc surtout le fait que nous n'avons pas d'autres hypothèses plausibles à disposition ;
2. ensuite, nous ne connaissons pas assez bien la matière pour décider a priori qu'elle ne contient aucun principe d'ordre.

L'argument de la superfluité est une réponse à l'argument téléologique.

#### Argument moral
« Mais alors, que deviendra l’homme, sans Dieu et sans immortalité ? Tout est permis, par conséquent, tout est licite ? » Fédor Dostoïevski
L'argument moral prend plusieurs formes, il peut correspondre au modus tollens suivant :
1. Si Dieu n’existe pas, alors les valeurs morales objectives n’existent pas.
2. Or les valeurs morales objectives existent.
3. Donc, Dieu existe.

L'objectivité des valeurs morales doit ici être comprise comme vraie en tout temps et en tout lieu, en dehors de ce que les êtres humains pensent d'elles. Ainsi, selon le philosophe et théologien William Lane Craig, « dire que la Shoah fut objectivement mauvaise équivaut à dire qu'elle fut mauvaise même si les Nazis qui l'ont mise en œuvre pensaient que cela était bon, et qu'elle aurait toujours été mauvaise même si les Nazis avaient remporté la Seconde Guerre mondiale et exterminé ou lavé le cerveau de tous ceux qui auraient pensé le contraire. »

#### Argument du consensus universel
C'est un argument proposé par Cicéron (De natura deorum), suivant lequel la croyance universelle des peuples en quelque chose de divin est une preuve suffisante pour établir son existence. Dans ce cas, la minorité des non-croyants serait en leur défaveur,.
Cet argument est un cas particulier d'argument d'autorité où la majorité est prise comme autorité compétente pour connaître Dieu.
Mais, même en régime démocratique, le fait qu'une écrasante majorité de personnes soutiennent une opinion ne suffit pas à prouver sa véracité. De nombreux exemples peuvent être pris à l'appui de cela telle la croyance universelle en une époque reculée au géocentrisme (le Soleil tournant autour de la Terre).
Si certains théologiens ont défendu l'existence d'un sensus divinitatis (Calvin) d'autres penseurs ont soutenu que la croyance en Dieu est une illusion, une erreur universelle de nos facultés cognitives au même titre que la perception du bâton rompu dans l'eau.
D'autres, au contraire, essaient de renverser l'argument en s'étonnant de l'existence d'athées dans un monde créé par Dieu. Pourquoi Dieu a-t-il permis qu'une telle désobéissance envers lui - fût-elle minoritaire - soit possible ? 
C'est l'argument de l'existence de l'incroyance qui sera détaillé plus bas.

#### Argument de la révélation
Les textes sacrés sont la parole de Dieu révélée aux hommes, donc ils doivent être crus. L'argument est présenté à la fois par certains protestants (pour qui la Bible est l'autorité supérieure) et par certains musulmans (qui se réfèrent au Coran). Il est peu utilisé par les catholiques (qui, tout en considérant la Bible comme la parole de Dieu, n'en font pas, à la différence des Protestants, l'autorité première ; un protestant croit à la Bible parce que c'est la Bible ; un catholique croit à la Bible parce qu'il croit d'abord à l'Église qui la lui donne).
Plusieurs reproches peuvent être adressés à cet argument dont :
- Présenté ainsi, c'est une pétition de principe, l'existence de Dieu est prouvée par l'existence de sa parole qui l'implique déjà. Ce qui reste à prouver, et pas seulement pour les athées, c'est que ces textes sacrés sont bel et bien la parole de Dieu ; Nicolas Malebranche écrit : « Ne voyez-vous pas que la certitude de la foi vient de l’autorité d’un Dieu qui parle, et qui ne peut jamais tromper. Si donc vous n’êtes pas convaincu par la raison, qu’il y a un Dieu, comment serez-vous convaincu qu’il a parlé ? Pouvez-vous savoir qu’il a parlé, sans savoir qu’il est? » (Conversations chrétiennes, Entretien I).
- La présentation générale suivante expose bien la faille :
  1. Les textes sacrés affirment l'existence de Dieu,
  2. Or ces textes sont véridiques car parole de Dieu,
  3. Donc, Dieu existe ;

La seconde prémisse contient déjà la conclusion. Le raisonnement est entaché de circularité (cercle vicieux).
D'une part, la pluralité des révélations. Il existe de nombreuses religions incompatibles prétendant être fondées sur la parole de Dieu, soit Dieu s'est révélé à plusieurs reprises et de manière incohérente (ce qui ne correspond pas à l'attitude attendue d'un être bon et omniscient) soit certaines de ces religions sont fausses. Si on accepte ce dernier cas de figure, il faut utiliser un critère extérieur à la révélation pour discerner parmi les religions révélées lesquelles sont vraies. Ces critères peuvent exister (les catholiques invoquent les miracles du Christ, la sainteté de sa vie, l'accomplissement des prophéties messianiques, etc. – c'est l'argument christologique (en)), mais cela revient à admettre que la (prétention à la) révélation ne suffit pas à prouver la vérité d'une religion.
D'autre part, dans le contexte catholique, l'apologétique est la discipline dont l'objet est d'établir par des voies rationnelles la crédibilité de la révélation telle qu'elle est comprise dans cette religion. Il en ressort pour le moins que les arguments «à partir de la révélation» ne sont pas ipso facto des arguments de foi, au sens où ils reposeraient purement et simplement sur la croyance en la vérité d'une révélation donnée, puisque cette vérité est censée être connaissable par une raison humaine de bonne foi. Cependant, il est à noter que la fonction attribuée à la révélation dans diverses religions n'est pas tant de nous faire connaître que Dieu est, mais bien plutôt qui il est, et que nous pouvons entrer avec lui dans certains rapports déterminés, pratiquement nécessaires à notre salut. – Ce qui nous amène à une question connexe, absolument capitale au moins depuis Jean Duns Scot: si le Dieu dont la philosophie (physique et métaphysique, prises au sens aristotélicien) peut éventuellement démontrer l'existence et certains attributs est, au plein sens du terme, le Dieu de la foi (celui du théologien, pour Duns Scot). Pour Duns Scot (comme pour Thomas d'Aquin, d'une autre manière) c'est bien le même Dieu unique de part et d'autre, mais la connaissance que nous en donne la raison philosophique est insuffisante, non seulement, bien entendu, au salut, mais même d'un point de vue simplement spéculatif. Ce n'est pas tout de démontrer que (ce) Dieu existe, il faut encore le connaître: la démonstration de l'existence d'une chose dont la nature n'est pas adéquatement connue est bornée dans sa valeur, non seulement pratique, mais même théorique. La jonction entre le « Dieu des philosophes » et le « Dieu d'Abraham, d'Isaac et de Jacob », selon la formule de Pascal, n'est pas de soi évidente : à cet égard, les arguments rationnels en faveur de l'existence de Dieu (sans être forcément « inutiles et incertains », comme Pascal le dit de Descartes) doivent nécessairement, pour avoir une valeur religieuse, être complétés par des arguments de type apologétique – à moins que l'on ne suppose chez l'homme une autre manière de rentrer en contact direct avec le premier principe dont on a prouvé l'existence.

### Présentation par l'Église catholique
Pour l'Église catholique (comme le soulignent, entre autres, les encycliques Fides et ratio, 1998, et Humani Generis, 1950, ainsi que le motu proprio Sacrorum Antistitum, 1910), la raison humaine est capable « par ses seules forces » (c'est-à-dire indépendamment de toute démarche de foi ou de révélation) d'arriver à la certitude de l'existence de Dieu. Elle cite en ce sens plusieurs textes bibliques : Sagesse 13:1-10 et Romains 1:20.
Depuis l'encyclique Æterni Patris (1879) de Léon XIII, l'Église catholique reconnaît la validité des Quinque viae, les cinq preuves de Thomas d'Aquin considéré comme l'auteur de référence en la matière. Ce point de doctrine a été rappelé par Jean-Paul II dans l'encyclique Fides et ratio et dans plusieurs déclarations.
Ces cinq preuves sont : 
- la preuve par le mouvement (au sens large : mouvement dans l'espace ou bien transformation) : tout être en mouvement est mis en mouvement par un autre ; or on ne peut pas remonter de proche en proche à l'infini, il faut un être immobile capable de communiquer le mouvement à d'autres êtres, un « moteur immobile » ;
- ll existe un enchaînement de causes à effet dans la nature, or il est impossible de remonter de causes à causes à l'infini ; il faut nécessairement une Cause Première : c'est Dieu ;
- les êtres de notre Univers sont « contingents », ils sont indifférents à exister ou à ne pas exister : s'ils existent, c'est parce qu'un autre être les a amenés à l'existence, sauf que cet autre être est lui même contingent ; l'ensemble de tous les êtres contingents est lui-même contingent, et là encore on ne peut pas remonter indéfiniment : il faut un « être nécessaire » (sinon, rien n'existerait, ce que Leibniz résumait ainsi : « Pourquoi y a-t-il quelque chose plutôt que rien ? »), un être qui ne peut pas ne pas exister ; comme il est nécessaire, il est nécessairement ce qu'il est, il ne peut pas être autre chose que ce qu'il est, il a donc en lui toutes les perfections possibles (sinon, il aurait pu avoir une perfection de plus, il aurait pu être différent de ce qu'il est ; de plus, une perfection possible qui existerait sans se trouver dans cet être nécessaire infiniment parfait, d'où viendrait-elle ? qui lui communiquerait son existence ?) ;
- le degré de perfection des êtres : c'est une preuve reprise de Platon, qui a remarqué qu'il y a des perfections dans les choses (bien, beau, amour, etc.) mais à des degrés différents. Or il faut nécessairement qu'il y ait un Être qui possède ces perfections à un degré maximum, puisque dans la nature toutes les perfections sont limitées ;
- on observe un ordre dans la nature. Or à tout ordre il faut une intelligence qui le commande. Cette Intelligence ordinatrice est celle de Dieu.

Les trois premières preuves sont des formes différentes de l'argument de la cause première. Elles utilisent une régression infinie et invoquent Dieu pour y mettre fin. Le cinquième argument est l'appel au dessein.
Les autres arguments, y compris l'argument ontologique de Saint Anselme, ne bénéficient pas de la recommandation de l'Église. L'argument de S. Anselme est considéré comme éventuellement intéressant sur le plan de la spiritualité (de la méditation), mais dénué de valeur probante (puisqu'on passe du domaine des idées à une conclusion dans le domaine du réel)[réf. nécessaire]. Le « pari de Pascal » est difficilement compatible avec l'enseignement de l'Église, puisqu'il met en valeur un aspect d'incertitude, là où l'Église insiste sur la nécessité de parvenir à une certitude (préalable à l'acte de Foi).

### Les autres arguments
- L'argument historique : soutenu dans les premières sociétés du Proche-Orient ancien. L'homme serait trop anxieux pour avoir la possibilité de libérer lui-même un esprit assez créatif afin de résoudre ses problèmes et être réellement responsable des premières inventions. D'autre part, il serait trop égocentrique pour s'orienter de lui-même vers une société organisée, sans qu'une force venue d'ailleurs la lui ait originellement imposée.
- L'argument panthéiste, qui définit le divin comme le Tout[32]. Un des premiers à définir cet argument est Spinoza, bien que sans employer le mot de « panthéisme »[33].
- L'argument de la limite de la connaissance humaine qui par corollaire établit un domaine au-delà de ces limites – donc un domaine dans lequel on peut placer Dieu. Cet argument est proche de la notion de croyance proposée par Kant[34].
- L'argument anthropique pour l'existence de Dieu, présenté par le Dr Gregory A. Boyd[35]. Il y est établi que notre Univers ne pourrait pas avoir créé des êtres personnels (c'est-à-dire aimants, rationnels, conscients, moraux, et motivés par un but) sans que notre environnement le soit aussi, parce que sinon il ne nous correspondrait pas, et ce serait comme si la nature accouchait d'un poisson alors qu'elle ne contient pas d'eau.
- L'argument tiré de l'existence de la conscience, défini par John Henry Newman. Selon ce théologien du XIXe siècle, canonisé par l'Église catholique, l'existence de la conscience qui loue ou blâme nos actions implique nécessairement l'existence d'un Dieu Père et juge[36].

## Arguments contre l'existence de Dieu

### Arguments métaphysiques et logiques

#### L'existence de Dieu est invérifiable et donc vide de sens
Selon la théorie vérificationniste de la signification, le sens d'un énoncé est déterminé par ses conditions de vérification.
Or Dieu n'est pas un être dont l'existence puisse être testée empiriquement. En conséquence, selon cette théorie, tout énoncé sur l'existence ou l'inexistence de Dieu — comme de nombreux concepts métaphysiques — est dépourvu de sens. L'intérêt de cet argument est qu'il supprime le débat concernant l'existence ou l'inexistence de Dieu, puisque cela n'est pas démontrable, dans un sens ou dans l'autre. L'argument provient de Rudolf Carnap, notamment dans « La tâche de la logique de la science » (1934), et s'applique à tout énoncé métaphysique, y compris l'existence de Dieu.
L'autre argument vient des principes fondamentaux de la logique rationnelle : c'est à la personne (ou au groupe) qui énonce une affirmation dans l'ordre du positif qu'il revient de prouver cette chose, et non à celle (ou celui) qui la réfute. C'est l'idée de Bertrand Russell et son expérience de pensée de la théière de Russell.

#### Argument de la régression à l'infini
Cet argument se veut une réponse à l'argument de la cause première.
Il est souvent proposé sous cette forme : Si Dieu permet d'expliquer la création du monde, d'où provient la création de Dieu lui-même ?
Ou bien : si tout a une cause, qu'est-ce qui cause Dieu ?
Mais en réalité, l'argument de la cause première ne dit pas que tout a une cause (ce qui impliquerait effectivement une régression à l'infini), mais que tout a une raison d'être (soit en lui-même, soit en une autre chose) ou, dans l'argument cosmologique du Kalam, que tout ce qui commence à exister a une cause, mais Dieu n'est pas concerné par cette affirmation, car il n'a pas commencé à exister.
C'est précisément pour éviter la régression à l'infini que cet argument pose l'existence d'un être qui a en lui-même sa raison d'être (il n'a pas besoin d'une cause extérieure à lui : il existe par lui-même, de toute éternité, en dehors du temps, sans rien recevoir de personne). C'est cet être existant par lui-même (sans rien recevoir d'un autre) qui est appelé Dieu.
On remarquera alors que si quelque chose peut ne pas commencer à exister, alors l’Univers peut ne pas commencer à exister, et Dieu n’est donc plus nécessaire pour expliquer l’origine de l’Univers. De manière générale, tout argument utilisé pour dire que l’Univers ne peut être incréé s’applique également à Dieu. De plus, un être hors du temps qui « crée » ou « cause » l’Univers pose un problème de logique.[Interprétation personnelle ?] Thomas d'Aquin tente de résoudre ce paradoxe dans l'une des quinque viae (Somme théologique, Ia, q.2, art. 3).

#### Dieu face à un paradoxe logique
Dieu est omniscient (il sait tout) et omnipotent (il peut tout). Or, est-il capable de créer une pierre assez lourde pour qu'il ne puisse pas la soulever ? Si oui, il est donc omnipotent d'une part (création de la pierre) mais d'une autre, il ne peut la soulever et donc il n'est pas omnipotent. D'autres paradoxes viennent de la contradiction entre ces deux attributs : Dieu peut-il faire, par exemple, que quelque chose qu'il sait devoir arriver n'arrive pas ? Ces divers paradoxes ont été abondamment discutés, en particulier au Moyen Âge.

### Argument épistémique: l'argument de la superfluité
Cet argument présente la forme générale :
1. Dieu n'est pas nécessaire pour expliquer le monde ;
2. Or, il ne faut croire qu'aux entités nécessaires pour expliquer le monde ;
3. Donc, il ne faut pas croire en Dieu.

La seconde prémisse correspond au rasoir d'Ockham disant que « les entités ne doivent pas être multipliées par delà ce qui est nécessaire ». Autrement dit, ne doit être postulée l'existence que de ce qui est nécessaire pour expliquer le monde.
Cette objection est consignée dans la Somme théologique de saint Thomas d'Aquin :

« Ce qui peut être accompli par des principes en petit nombre ne se fait pas par des principes plus nombreux. Or, il semble bien que tous les phénomènes observés dans le monde puissent s'accomplir par d'autres principes, si l'on suppose que Dieu n'existe pas ; car ce qui est naturel a pour principe la nature, et ce qui est libre a pour principe la raison humaine ou la volonté. Il n'y a donc nulle nécessité de supposer que Dieu existe. »

Soulignons que l'argument de la superfluité est un argument épistémique, c'est-à-dire qu'il montre qu'il ne faut pas croire en Dieu et non que Dieu n'existe pas. Pour reprendre l'expression de St Thomas « nulle nécessité de supposer que Dieu existe » n'implique pas que Dieu n'existe pas. Cet argument mène ainsi au plus d'après Peter van Inwagen à une présomption d’agnosticisme, c'est-à-dire à penser que la suspension du jugement quant à l'existence de Dieu serait la position la plus raisonnable. D'après van Inwagen, seule une preuve de l'inexistence de Dieu peut rendre raisonnable l'athéisme, et non l'absence de preuves en faveur du théisme. Pour défendre cette thèse, van Inwagen utilise une analogie : l'absence de preuves de l'existence d'intelligences extraterrestres ne justifie pas qu'on la rejette. En l'absence de preuve en faveur ou en défaveur, il est le plus raisonnable de ne rien croire au sujet des intelligences extraterrestres. Il en irait de même pour Dieu.
Contre cette conclusion agnostique, des athées reprennent la devise d'Euclide de Mégare : « Ce qui est affirmé sans preuve peut être nié sans preuve ». Le problème est de savoir si le fait qu'il n'y ait aucune raison de croire qu'une entité existe suffit pour justifier l'affirmation qu'elle n'existe pas.

#### Validité de la première prémisse
Pour que la conclusion de l'argument de la superfluité soit vraie, encore faut-il que sa prémisse la plus discutable le soit, à savoir que l'on puisse expliquer tous les phénomènes existants sans invoquer Dieu.
La théologie naturelle a longtemps fait prédominer l'idée que la complexité et l'ordre régnant dans le monde, en particulier chez les êtres vivants, nécessitait l'existence de Dieu pour être expliqués (argument du dessein, décrit supra).
Ont notamment été invoqués comme phénomènes nécessitant l'existence de Dieu :
- l'existence du monde lui-même (argument cosmologique) ;
- l'existence des êtres vivants (argument téléologique) ;
- l'existence de l'homme, être rationnel et conscient ;
- l'existence de la moralité (argument moral).

Si certains de ces phénomènes ont reçu une explication scientifique ce n'est pas le cas de tous. La théorie synthétique de l'évolution propose une explication de la diversité des formes vivantes, et en particulier de l'apparition des humains, sans recourir à un créateur. La conscience morale peut elle-même s'expliquer en termes évolutionnistes (cf supra), de même différentes théories sont avancées pour expliquer l'apparition de la vie. L'apparition du monde et l'apparition de la conscience posent bien plus de problèmes à la science contemporaine (respectivement problèmes du Big Bang et problème difficile de la conscience).
Toutefois, la première prémisse de l'argument de la superfluité affirme que tous les phénomènes naturels peuvent recevoir une explication scientifique et non que celle-ci a été apportée en l'état actuel de la science. Il s'agit ainsi d'une attitude philosophique de confiance dans le pouvoir explicatif de la science. La justification de cette prémisse peut ainsi prendre la forme d'une induction à partir des  succès explicatifs passés de la science : des explications scientifiques ont déjà pu être fournies pour des phénomènes dont on était autrefois sûr qu'ils requerraient l'existence de Dieu, il est donc probable que des explications scientifiques seront fournies à l'avenir pour les phénomènes dont l'explication requerraient aujourd'hui l'existence de Dieu.
Par ailleurs, quelle valeur a un « Dieu bouche-trou » qui n'est postulé que pour combler les lacunes de la science ? Faire appel au divin est d'autant moins fournir une explication que l'origine même du divin n'est pas expliquée (cf. argument de la régression à l'infini).

### Arguments empiriques

#### Arguments de l'indigence de la Création
L'argument de l'indigence de la Création provient de la question suivante : Comment Dieu, être parfait, aurait-il pu créer un monde imparfait ?
Il se présente sous la forme de la contraposée suivante :
1. S'il existe un être parfait créateur du monde (Dieu par définition) alors sa Création est parfaite ;
2. Or le monde est imparfait (prémisse empirique) ;
3. Donc il n'existe pas un être parfait créateur du monde.

L'argument se décline sous plusieurs formes selon la manière dont on spécifie la prémisse empirique. Est présenté ici l'argument de l'existence du mal et l'argument de l'existence de l'incroyance (le mal et l'incroyance étant proposés comme cas particuliers d'imperfection du monde)

##### Argument de l'existence du mal
Cet argument se résume ainsi : Comment peut-il exister un Créateur du monde omnipotent et bon sachant que le mal existe en ce monde ? De l'existence du mal sur la Terre il semble que l'on peut en conclure que celle-ci n'a pas été créée par un être bon et omniscient. Deux attributs divins apparaissent en contradiction.
Dans sa formulation complète, donnée par Lactance, le problème est :
« Dieu, ou veut éliminer le mal et ne le peut (vult tollere mala neque potest), ou le peut et ne le veut pas (aut potest et non vult), ou ne le veut ni le peut (neque vult neque potest), ou le veut et le peut (potest et vult). S’il le veut et ne le peut, il est impuissant (inbecillus), ce qui ne convient pas à Dieu (quod in deum non cadit). S’il le peut et ne le veut, il est méchant (invidus), ce qui est tout aussi étranger à Dieu (aeque alienum a deo). S’il ne le peut ni ne le veut, il est à la fois impuissant et méchant (inbecillus et invidus), il n’est donc pas Dieu. S’il le veut et le peut, ce qui convient à Dieu, d’où vient donc le mal ou pourquoi ne le supprime-t-il pas ? »
Pour résoudre cette question les théologiens ont développé de nombreuses solutions que l'on nomme théodicées. On peut reprendre ici une typologie des théodicées dressée par Paul Clavier :
- Les théodicées optimistes
  - Les théodicées de la compensation, selon lesquelles le mal subi injustement dans cette vie sera compensée dans l'au-delà. Elles prêtent le flanc à la critique que certaines souffrances ne sauraient être dédommagées.
  - Les théodicées du prix de la liberté. Dieu aurait créé les humains doués de libre-arbitre, capable de choisir par eux-mêmes entre le bien et le mal, l'existence du mal est la conséquence nécessaire de la liberté humaine. Cette réponse est celle adoptée par de nombreux penseurs chrétiens, avec le concept de péché originel. Subsiste le problème du mal naturel, catastrophes naturelles tels que raz-de-marée, éruptions volcaniques, et séismes, qui peuvent, certes, être interprétées comme des punitions infligées à des créatures désobéissantes, mais la souffrance ne fût-ce que d'un seul innocent paraît intolérable. Il faut également défendre que la liberté vaut un prix si élevé.
  - Les théodicées négationnistes avançant que le mal n'existe pas. Le stoïcisme peut correspondre à une telle réponse, selon lequel le monde est parfait, harmonieux et la douleur n'est qu'une illusion. Il suffit de supprimer cette représentation, par des exercices, pour vivre heureux.
- Les théodicées tragiques
  - Les théodicées du « fait du prince ». Le mal est un choix divin dont les tenants et aboutissants nous dépassent. Selon la formule consacrée, « les voies de Dieu sont impénétrables ».
  - Les théodicées négatives : Dieu n'est pas bon.
  - Les théodicées dualistes : Dieu est bon mais n'est pas tout-puissant, il doit composer avec une force du mal qui lui est extérieure. C'est la position du manichéisme.

Une autre forme de contradiction peut être relevée. Si Dieu est tout-puissant, il doit pouvoir se détruire lui-même, et alors il est possible qu'il ne soit plus et il n'est plus nécessaire qu'il soit éternel. Cet argument est assez faible, dans la mesure où cette définition de la toute-puissance, qui est une contradiction formelle intrinsèque, n'est celle d'aucune religion. Et que Dieu ne commet pas d'acte absurde ou illogique et qu'il faudrait une raison pour que Dieu se détruise et que les raisons habituelles du suicide (manque, souffrance, honte…) sont inconnues de Dieu.

##### Argument de l'existence de l'incroyance
Si Dieu existe pourquoi tolère-il l'incroyance ? Pourquoi laisse-il certains humains dans l'ignorance de son existence alors qu'il pourrait se montrer à eux pour que tous croient en lui ?
La théologie chrétienne répond que:
1. L'évidence de Dieu est possible par la simple raison, Calvin allant jusqu'à dire qu'il existe un sens inné du divin (sensus divinitatis) ;
2. Dieu nous a créés libres de le reconnaître et que pour pouvoir pleinement jouir de cette liberté, il doit nous laisser la possibilité de ne pas croire en Lui. Si certains ne croient pas en Dieu c'est parce que le péché fausse leur jugement. Dieu tolère l'incroyance pour la même raison qu'il tolère le mal parce qu'il a créé l'homme libre.

#### Argument de l'invention de l'idée de Dieu

##### Thèse de Ludwig Feuerbach
Cette thèse, exposée dans L'Essence du christianisme par Ludwig Feuerbach, propose comme postulat que Dieu est une création de l'esprit humain. Elle invalide donc a priori la question de la démonstration de l'existence ou de l'inexistence de celui-ci, et se propose seulement d'expliquer et de critiquer le besoin des communautés humaines à croire en l'existence d'un être transcendant. Selon Feuerbach, la singularité des qualités humaines manifestement exceptionnelles au regard du reste du monde connu — conscience, intelligence, créativité, liberté — conduit spontanément les groupes humains à attribuer celles-ci à une puissance supérieure qui en serait à l'origine : « L’être infini ou divin est l’être spirituel de l’homme, projeté par l’homme en dehors de lui-même et contemplé comme un être indépendant. Dieu est esprit, cela, veut dire en vérité : l’esprit est Dieu. Tel est le sujet, tel est l’objet. ». Il nomme ce transfert l'aliénation, dans le sens où les hommes attribueraient à un être extérieur et transcendant des qualités qui leur sont propres. Cette thèse a eu une influence importante sur la pensée de Karl Marx, qui étend notamment dans le texte posthume Thèses sur Feuerbach le concept d'aliénation propre au christianisme à l'ensemble des rapports sociaux de production, à travers le travail et la marchandise, en prolongeant et dépassant le matérialisme de Feuerbach par ce qui deviendra le matérialisme historique.

##### Variante socio-politique
Selon certains philosophes, les religions ont été créées par des mouvements minoritaires et imposées ensuite par les pouvoirs politiques dominants à des fins de fédération des peuples. La foi accordée à l'existence de dieu est liée à la confiance envers les pouvoirs politiques ayant institué les religions correspondantes. Le philosophe Gilbert Boss disait à ce sujet : « Une vieille opinion présente les religions comme des instruments du pouvoir politique. D'une part, le pouvoir utilise les religions existantes, mais de l'autre, il les modifie selon ses besoins ou les invente. C'est ainsi que chez les Romains, Numa Pompilius, le successeur de Romulus, passait pour le fondateur de leur religion, et les esprits éveillés pensaient qu'il l'avait inventée en tant qu'instrument pour gouverner le peuple. On a pu attribuer à Moïse et à d'autres un rôle similaire. C'est dire que de tout temps l'invention religieuse est loin d'être apparue comme une aberration parmi les esprits lucides. »

##### Variante neuroscientifique et évolutionniste
Pour Stephen Jay Gould, la science et l'existence ou non de Dieu sont des choses indépendantes et non connectées. La science peut expliquer comment on croit, elle peut étudier le phénomène de la croyance mais elle ne s'intéresse pas à l'existence de Dieu. Son existence et la preuve de son existence sont des domaines de la philosophie et de la théologie. Dieu ne fait pas partie du champ d'application de la science analytique. C'est par conséquent uniquement sur le plan de la philosophie que les arguments scientifiques sur l'inexistence de Dieu peuvent être mis en place.
Selon la thèse de Ludwig Feuerbach, « L'homme créa Dieu à son image », Dieu est présenté par Feuerbach comme une projection des désirs de l’homme. Pour Feuerbach, L'idée du divin est utilisée comme un moyen de transcender les questions psychiques liées aux capacités cognitives humaines. De telles projections d'une réalité idéale remplissent leur fonction psychologique d'illusions bienfaisantes. Les études récentes en neurosciences, semblent corroborer  Feuerbach et confirmeraient que l'idée de Dieu est une émanation du cerveau humain. En mai 2008, Nicholas Epley montrait à l'aide de l'imagerie fonctionnelle cérébrale que les croyants attribuent à Dieu leur propre opinion sur des questions de société telles que l'avortement, le mariage homosexuel ou la peine de mort. L'équipe d'Epley a constaté que le fait de penser à Dieu active le cortex préfrontal médian, une zone du cerveau connue pour sous-tendre la « pensée autoréférentielle ». Cette zone s'active quand on parle de soi, qu'on exprime son opinion ou qu'on développe ses analyses, mais reste silencieuse lorsqu'on évoque les autres. Dans le cerveau des croyants, ce sont les mêmes zones qui s'activent quand ils pensent à Dieu ou à eux-mêmes. Les croyants créent donc Dieu à leur image,. Selon l'anthropologue Dan Sperber, le cerveau humain serait prédisposé à croire et cette perméabilité aux idées religieuses proviendrait de la façon dont fonctionne la pensée humaine, plus particulièrement de la façon dont le cerveau construit une représentation du monde naturel.
Depuis la fin des années 1990, de nombreuses recherches neuroscientifiques vont dans le sens d'une explication physiologique de la croyance en Dieu. Celle-ci aurait été sélectionnée au cours de l'évolution du vivant. Les avantages évolutifs de la foi seraient la cohésion du groupe et la réduction de l'anxiété[réf. incomplète]
Les travaux de l'équipe de Jacqueline Borg de l'université Karolinska de Stockholm ont démontré que la religiosité, c'est-à-dire la propension à voir le monde comme habité par le divin, dépendrait du taux de sérotonine, un neurotransmetteur déjà connu pour être susceptible d'engendrer des états similaires à ceux produits par certains psychotropes : modifications de la perception sensorielle, hallucinations, sensation de fusion avec le monde. Soit les sensations que les mystiques éprouvent au cours de leurs états extatiques. Pour autant, la sérotonine n'est pas une «molécule de la foi» : si la croyance en Dieu peut être favorisée par l'action d'une molécule comme la sérotonine, elle ne peut en aucun cas se résumer à son action exclusive. Par ailleurs, une étude allemande de 2002 suggère que d’autres neurotransmetteurs, notamment les opioïdes (connus pour jouer un rôle important dans la sensation de douleur) pourraient être impliqués dans la cognition religieuse.
De fait, la structure du cerveau nous programmerait également à croire : c'est ce qu'a démontré en 2001 une expérience menée avec huit moines tibétains plongés dans un état de méditation débouchant sur une sensation de symbiose. On a remarqué que plus la méditation semblait profonde, et plus l'activité du cortex pariétal supérieur était ralentie. Or il se trouve que l'une des fonctions de cette zone cérébrale permet de distinguer son corps de l'environnement et de s'orienter dans l'espace. D'où l'émergence, chez les moines étudiés, d'altérations de la perception ainsi que de la sensation de fusionner avec l'Univers.
Ce ne serait pas la seule zone du cerveau concernée. Les recherches du neurobiologiste américain Michael Persinger suggèrent « que la stimulation électromagnétique des lobes temporaux, ces aires localisées au niveau des tempes, déclencherait la sensation d’avoir à ses côtés une présence divine ». Ces aires pourraient donc être impliquées dans l’aptitude à ressentir une présence divine.[réf. incomplète]
L'impression de sortir hors du corps est due à l'activation d'une zone très restreinte du cortex temporal, le gyrus angulaire. L'effet spectaculaire de l'impression de sortir du corps lors de l'activation du gyrus angulaire a été mise en évidence en 2002 par le neurologue suisse Olaf Blanke.

#### Philosophie classique
- Thomas d'Aquin, Somme théologique, Ire partie, question 2, article 3
- Descartes, Méditations métaphysiques
- Kant, 
  - Critique de la raison pure, notamment dialectique transcendantale.
  - Unique fondement possible d'une démonstration de l'existence de Dieu (en), 1763.
- Gilles Marmasse, « Que prouvent, chez Hegel, les preuves de l’existence de Dieu ? », Les Études philosophiques, no 92,‎ 2010, p. 109-12 (lire en ligne, consulté le 5 juillet 2017).

#### Philosophie contemporaine
- Frédéric Guillaud, Dieu existe (Arguments philosophiques), coll. La Nuit surveillée, Paris, éditions du Cerf, 2013.
- Emanuela Scribano, Histoire de la preuve ontologique de Descartes à Kant, Paris, Seuil, 2002, 351 p. (ISBN 978-2-02-041738-9, lire en ligne)
- Bernard Sève, La Question philosophique de l'existence de Dieu, Paris, Presses universitaires de France, 1994, 329 p. (ISBN 978-2-13-046124-1, OCLC 30365149)
- Claude Tresmontant, Comment se pose aujourd'hui le problème de l'existence de Dieu, Paris, Éditions du Seuil, coll. « Livre de vie » (no 108), 1971, 471 p. (ISBN 978-2-02-052640-1, OCLC 1039270)

#### Épistémologie
- Philippe Thiry, L'existence de Dieu : Les arguments de l'agnosticisme de l'athéisme et du théisme, éd. Presses universitaires de Namur, 1996, extraits en ligne
- Bertrand Russell (trad. de l'anglais par Phillippe Mantoux), Science et Religion, Paris, Gallimard, coll. « Folio / Essais » (no 125), 1990, 187 p. (ISBN 978-2-07-032517-7, OCLC 823682691)
- Richard Dawkins (trad. de l'anglais par Marie-France Desjeux-Lefort), Pour en finir avec Dieu, Paris, Perrin, coll. « Tempus » (no 255), 2009, 525 p. (ISBN 978-2-262-02986-9, OCLC 470751360, BNF 41421399).